# Moi... Lolita
Moi... Lolita – singel francuskiej piosenkarki Alizée wydany w 2000 roku, pierwszy promujący jej debiutancki album pt. Gourmandises.
Tekst został napisany przez Mylène Farmer, a muzyka skomponowana przez Laurenta Boutonnata. Singiel okazał się wielkim sukcesem wydawniczym. W samej Francji sprzedał się w ponad 1 200 000 egzemplarzy. Już po trzech miesiącach uzyskał w tym kraju status platynowej płyty. Piosenka odniosła sukces także w wielu innych krajach.

## Listy utworów
CD single - Francja
1. „Moi... Lolita” (single version)
2. „Moi... Lolita” (the piano version)

CD single - Wielka Brytania
1. „Moi... Lolita” (single version) — 4:16
2. „Moi... Lolita” (Lola extended remix) — 6:30
3. „Moi... Lolita” (illicit full vocal mix) — 8:05
4. „Moi... Lolita” (CD rom video) — 4:50

CD maxi - Niemcy
1. „Moi... Lolita” (radio edit) — 3:40
2. „Moi... Lolita” (single version) — 4:16
3. „Moi... Lolita” (Lola extended remix) — 6:30
4. „Moi... Lolita” (hello helli t'es a dance mix) — 5:50
5. „Moi... Lolita” (Lolidub remix) — 3:45
6. „Moi... Lolita” (the piano version) — 4:20

## Listy przebojów

### Tygodniowe
| Notowanie (2000-2001)                     | Pozycja |
| ----------------------------------------- | ------- |
| Austria (Ö3 Austria Top 40)               | 5       |
| Belgia (Ultratop 50 Flanders)             | 4       |
| Belgia (Ultratop 50 Wallonia)             | 2       |
| Francja (SNEP)                            | 2       |
| Niemcy (Media Control Charts)             | 5       |
| Holandia (Dutch Top 40)                   | 2       |
| Polska (Polish AirPlay Chart)             | 1       |
| Rumunia (Billboard Romanian Top 100)      | 56      |
| Rosja (TopHit Chart)                      | 1       |
| Hiszpania (PROMUSICAE)                    | 1       |
| Szwajcaria (Swiss Hitparade)              | 11      |
| Wielka Brytania (Official Charts Company) | 9       |
| Notowanie (2002)                          | Pozycja |
| Austria (Ö3 Top 40)                       | 5       |
| Dania (Tracklisten)                       | 9       |
| Włochy (FIMI)                             | 1       |
| Taiwan (Hit Fm Top 100)                   | 3       |
| Szwecja (Sverigetopplistan)               | 52      |

### Notowania końcowo roczne
| Notowanie (2000)                 | Pozycja |
| -------------------------------- | ------- |
| Belgian (Wallonia) Singles Chart | 6       |
| French Singles Chart             | 3       |
| Swiss Singles Chart              | 28      |
| Notowanie (2001)                 | Pozycja |
| Austrian Singles Chart           | 66      |
| Belgian (Flanders) Singles Chart | 16      |
| Belgian (Wallonia) Singles Chart | 96      |
| Dutch Top 40                     | 6       |
| French Singles Chart             | 54      |
| Swiss Singles Chart              | 82      |
| Notowanie (2002)                 | Pozycja |
| Austrian Singles Chart           | 34      |

## Wersja Palm Trees i OT
5 lipca 2019 roku didżej Palm Trees i belgijska piosenkarka Olivia (jeszcze pod pseudonimem OT) wydali singel „Moi Lolita” będący coverem utworu Alizée. W serwisie Spotify do lipca 2021 roku został on odtworzony prawie 2 miliony razy. Do utworu powstał teledysk tekstowy.

### Lista utworów
| Digital download / media strumieniowe | Digital download / media strumieniowe | Digital download / media strumieniowe |
| Nr                                    | Tytuł utworu                          | Długość                               |
| ------------------------------------- | ------------------------------------- | ------------------------------------- |
| 1.                                    | „Moi Lolita”                          | 2:54                                  |

### Twórcy
- Palm Trees – producent
- Olivia – wokalistka
- Amsterdam Mastering – mastering
- Mylène Farmer – autor testów
- Laurent Boutonnat – kompozytor[5]

### Notowania tygodniowe
| Terytorium | Notowanie                      | Pozycja | Źr.   |
| ---------- | ------------------------------ | ------- | ----- |
| Belgia     | Ultratop 50 Singles (Flandria) | –       | [ 6 ] |

### Historia wydania
| Obszar     | Data         | Format                      | Wersja   | Wytwórnia        | Źr.   |
| ---------- | ------------ | --------------------------- | -------- | ---------------- | ----- |
| Cały świat | 5 lipca 2019 | digital download, streaming | oryginał | Spinnin’ Records | [ 2 ] |